# James R. Killian
James Rhyne Killian (24 juillet 1904 - 29 juillet 1988) est le dixième directeur du Massachusetts Institute of Technology (MIT). Il est plus connu pour son rôle de conseiller scientifique auprès des présidents américains Harry S. Truman, Eisenhower, John Kennedy et Gerald Ford et le rôle qu'il a joué dans la création en 1958 de l'agence spatiale civile américaine, la NASA.

## Carrière universitaire
James Killian décroche en 1926 une licence en management au prestigieux Massachusetts Institute of Technology. Il décide de poursuivre sa carrière dans cette organisation et contribue dans les années 1930 à la création du groupe d'édition du MIT (Technology Press devenu par la suite MIT Press). En 1939 il devient l'assistant du président du MIT, Karl Taylor Compton, mais ce dernier étant pris par sa participation au comité national de la recherche pour la défense, il fait en fait fonction de directeur du MIT. Il est fortement impliqué dans les travaux de recherche et de développement stimulés par l'entrée des États-Unis dans le conflit de la Seconde guerre mondiale. Il devient président du MIT en 1948 et le restera jusqu'en 1959.  

## Conseiller scientifique des présidents américains
Le président américain Harry S. Truman  nomme James Killian en 1951 membre du comité de conseil scientifique du Office of Defense Mobilization. De 1954 à 1955 il dirige le Technological Capabilities Panel à la demande du président Eisenhower chargé d'évaluer de manière détaillée les forces militaires américains et soviétiques. Il est président du bureau des consultants sur les activités de renseignement extérieur sous les présidents Eisenhower et John Kennedy. Par le biais de son influence auprès de Gerald Ford et du Sénat américain, il contribue à faire rétablir le poste de conseiller scientifique à la Maison-Blanche qui avait été supprimé sous la législation Nixon. 

## Rôle dans la création de la NASA

### La crise du Spoutnik
En 1954 les deux superpuissances, l'Union soviétique et les États-Unis annoncent qu'elles lanceront un premier satellite artificiel dans l'espace  pour couronner l'année géophysique internationale de 1957/1958. Cet objectif se transforme en enjeu national lorsque l'Union soviétique parvient à devancer les États-Unis en mettant en orbite le premier satellite artificiel Spoutnik 1 le 4 octobre 1957. Pour le public américain, peu au courant des travaux en cours côté américain, c'est un choc. Dans le climat de guerre froide opposant les États-Unis et l'Union soviétique, ce succès des ingénieurs soviétiques, semble démontrer une supériorité inattendue et est ressenti comme un camouflet par la population américaine et ses dirigeants persuadés de la domination absolue de leur pays. La crise du Spoutnik suscite également un climat de peur car il met en évidence que l'Union soviétique a désormais les moyens de frapper le territoire américain avec un projectile nucléaire sans qu'il existe de parade. 

### Création de la NASA
La crise du Spoutnik déclenche une Course à l'espace entre les deux superpuissances dont l'objectif est de démontrer leur supériorité. Les responsables américains décident d'optimiser l'organisation du programme spatial civil américain. Celui-ci avait reçu une priorité basse par rapport aux projets militaires de missiles balistiques pour ne pas détourner de celui-ci les rares spécialistes du domaine et ne pas monopoliser les installations de développement et de test. À la suite de la première soviétique, le président Eisenhower désigne James Killian, à l'époque directeur du Massachusetts Institute of Technology (MIT), en tant assistant spécial du président pour les sciences et les technologies début novembre. Début février 1958, après qu'une première analyse de la situation du secteur spatial ait été effectuée, il lui confie la mission de déterminer les différents scénarios de réorganisation du programme spatial civil qui permettraient de combler le retard américain apparent par rapport aux réalisations soviétiques. Le rapport rendu un mois plus tard aboutit à la création de l'agence spatiale civile américaine, la NASA, par conversion du centre de recherche aérospatial NACA et regroupement en son sein des différents projets et établissements (Jet Propulsion Laboratory, ABMA, équipe du programme Vanguard) gérés jusque là par les militaires.